# پرسشگان (فیلم)
«پرسشگان» (انگلیسی: FAQs (film)) یک فیلم به کارگردانی اورت لوئیس است که در سال ۲۰۰۵ منتشر شد.